# Duc de Rothesay
Le titre de duc de Rothesay était le titre officiel utilisé par l'héritier présomptif au trône du royaume d'Écosse. Depuis l'acte d'Union (1707), le trône d'Écosse est rattaché au trône d'Angleterre, formant ainsi le royaume de Grande-Bretagne (qui devint plus tard le Royaume-Uni à la suite du rattachement du royaume d'Irlande en 1800).
Le titre est depuis détenu par les héritiers présomptifs au trône du Royaume-Uni. Il est utilisé quand ces derniers sont sur le territoire écossais, alors qu'ils utilisent duc de Cornouailles (s'ils le détiennent) et prince de Galles ailleurs. Le duc de Rothesay détient d'autres titres écossais, dont celui de comte de Carrick, baron de Renfrew et seigneur des Îles, ainsi que prince et grand Steward d'Écosse.
Le titre tient son nom de Rothesay sur l'île de Bute, Argyll and Bute, mais n'est lié à aucune entité ou propriété terrienne que ce soit, contrairement au duché de Cornouailles.

## Histoire du titre
David Stuart, le fils de Robert III d'Écosse, fut le premier à détenir ce titre à sa création en 1398. À sa mort, son frère Jacques, plus tard Jacques Ier, reçut le titre. Par la suite, les héritiers présomptifs à la couronne écossaise l'ont toujours détenu. Un acte du parlement écossais de 1469 confirma cet état de fait.

## Base légale
Cet acte du parlement de 1469, spécifie que le prince premier-né du roi des Écossais devrait détenir ce titre. Si celui-ci décède avant le roi, alors il va à l'héritier présomptif suivant. 
Bien que l'acte mentionne explicitement les fils d'un roi, les fils aînés des reines l'ont porté. Le terme prince exclut toutefois les filles. Cet acte exclut a priori qu'un petit-fils de souverain, bien qu'héritier présomptif, puisse détenir ce titre.

## Liste des ducs de Rothesay

### Maison Stuart
| Portrait | Nom                     | Monarque    | Naissance        | Devient héritier | Créé duc de Rothesay | Cesse d'être duc de Rothesay                              | Mort                      | Armoiries |
| -------- | ----------------------- | ----------- | ---------------- | ---------------- | -------------------- | --------------------------------------------------------- | ------------------------- | --------- |
|          | David Stuart            | Robert III  | 24 octobre 1378  | 19 avril 1390    | 28 avril 1398        | 26 mars 1402 son décès                                    | 26 mars 1402 son décès    |           |
|          | Jacques Stuart          | Robert III  | 25 juillet 1394  | 26 mars 1402     | c. 1404              | 4 avril 1406 accède au trône sous le nom de Jacques Ier   | 21 février 1437           |           |
|          | Alexandre Stuart        | Jacques Ier | 16 octobre 1430  | 16 octobre 1430  | 16 octobre 1430      | c. 1430 son décès                                         | c. 1430 son décès         |           |
|          | Jacques Stuart          | Jacques Ier | 16 octobre 1430  | c. 1430          | c. 1431              | 21 février 1437 accède au trône sous le nom de Jacques II | 3 août 1460               |           |
|          | Jacques Stuart          | Jacques II  | 10 juillet 1451  | 10 juillet 1451  | 10 juillet 1451      | 3 août 1460 accède au trône sous le nom de Jacques III    | 11 juin 1488              |           |
|          | Jacques Stuart          | Jacques III | 17 mars 1473     | 17 mars 1473     | 17 mars 1473         | 11 juin 1488 accède au trône sous le nom de Jacques IV    | 9 septembre 1513          |           |
|          | Jacques Stuart          | Jacques IV  | 21 février 1507  | 21 février 1507  | 21 février 1507      | 27 février 1508 son décès                                 | 27 février 1508 son décès |           |
|          | Arthur Stuart           | Jacques IV  | 21 octobre 1509  | 21 octobre 1509  | 21 octobre 1509      | 14 juillet 1510 son décès                                 | 14 juillet 1510 son décès |           |
|          | Jacques Stuart          | Jacques IV  | 10 avril 1512    | 10 avril 1512    | 10 avril 1512        | 9 septembre 1513 accède au trône sous le nom de Jacques V | 14 décembre 1542          |           |
|          | Jacques Stuart          | Jacques V   | 22 mai 1540      | 22 mai 1540      | 22 mai 1540          | 21 avril 1541 son décès                                   | 21 avril 1541 son décès   |           |
|          | Jacques Stuart          | Marie Ire   | 19 juin 1566     | 19 juin 1566     | 19 juin 1566         | 24 juillet 1567 accède au trône sous le nom de Jacques VI | 27 mars 1625              |           |
|          | Henri-Frédéric Stuart   | Jacques VI  | 19 février 1594  | 19 février 1594  | 19 février 1594      | 6 novembre 1612 son décès                                 | 6 novembre 1612 son décès |           |
|          | Charles Stuart          | Jacques VI  | 19 novembre 1600 | 6 novembre 1612  | 6 novembre 1612      | 27 mars 1625 accède au trône sous le nom de Charles Ier   | 30 janvier 1649           |           |
|          | Charles Stuart          | Charles Ier | 29 mai 1630      | 29 mai 1630      | 29 mai 1630          | 30 janvier 1649 accède au trône sous le nom de Charles II | 6 février 1685            |           |
|          | Jacques François Stuart | Jacques VII | 20 juin 1688     | 20 juin 1688     | 20 juin 1688         | 11 décembre 1688 titre confisqué                          | 1er janvier 1766          |           |

### Maison de Hanovre
| Portrait | Nom                       | Monarque   | Naissance        | Devient héritier | Créé duc de Rothesay | Cesse d'être duc de Rothesay                             | Mort                   | Armoiries |
| -------- | ------------------------- | ---------- | ---------------- | ---------------- | -------------------- | -------------------------------------------------------- | ---------------------- | --------- |
|          | George Auguste de Hanovre | George Ier | 10 novembre 1683 | 1er août 1714    | 1er août 1714        | 11 juin 1727 accède au trône sous le nom de George II    | 25 octobre 1760        |           |
|          | Frédéric Louis de Hanovre | George II  | 1er février 1707 | 11 juin 1727     | 11 juin 1727         | 31 mars 1751 son décès                                   | 31 mars 1751 son décès |           |
|          | George Auguste de Hanovre | George III | 12 août 1762     | 12 août 1762     | 12 août 1762         | 29 janvier 1820 accède au trône sous le nom de George IV | 26 juin 1830           |           |

### Maison de Saxe-Cobourg-GothapuisWindsor
| Portrait | Nom               | Monarque     | Naissance        | Devient héritier | Créé duc de Rothesay | Cesse d'être duc de Rothesay                                | Mort            | Armoiries |
| -------- | ----------------- | ------------ | ---------------- | ---------------- | -------------------- | ----------------------------------------------------------- | --------------- | --------- |
|          | Albert de Galles  | Victoria     | 9 novembre 1841  | 9 novembre 1841  | 9 novembre 1841      | 22 janvier 1901 accède au trône sous le nom d'Édouard VII   | 6 mai 1910      |           |
|          | George de Galles  | Édouard VII  | 3 juin 1865      | 22 janvier 1901  | 22 janvier 1901      | 6 mai 1910 accède au trône sous le nom de George V          | 20 janvier 1936 |           |
|          | Edward de Galles  | George V     | 23 juin 1894     | 6 mai 1910       | 6 mai 1910           | 20 janvier 1936 accède au trône sous le nom d'Édouard VIII  | 28 mai 1972     |           |
|          | Charles de Galles | Élisabeth II | 14 novembre 1948 | 6 février 1952   | 6 février 1952       | 8 septembre 2022 accède au trône sous le nom de Charles III | –               |           |
|          | William de Galles | Charles III  | 21 juin 1982     | 8 septembre 2022 | 8 septembre 2022     | en fonction                                                 | en fonction     |           |